# Nicholas Hooper
Pour les articles homonymes, voir Hooper.
Nicholas Hooper est un compositeur de films et de séries télévisées britanniques. Il est notamment connu pour avoir composé la musique de deux films de la saga Harry Potter.

## Filmographie

### Cinéma

#### Court métrage
- 1991 : The Weaver's Wife
- 1992 : Good Looks
- 1996 : Punch

#### Long métrage
- 1985 : Land of the Tiger (documentaire) (non crédité)
- 1998 : The Tichborne Claiment de David Yates
- 2002 : The Heart of me de Thaddeus O'Sullivan
- 2007 : Harry Potter et l'Ordre du phénix (Harry Potter and the Order of the Phoenix) de David Yates
- 2009 : Harry Potter et le Prince de sang-mêlé (Harry Potter and the Half-Blood Prince) de David Yates
- 2011 : Stella Days de Thaddeus O'Sullivan
- 2011 : Félins (African Cats) (documentaire) de Keith Scholey et Alastair Fothergill
- 2012 : Chimpanzés (Chimpanzee) (documentaire) de Mark Linfield et Alastair Fothergill
- 2016 : Winter Thaw d'Adam Thomas Anderegg

### Télévision

#### Téléfilm
- 1993 : The Time Traveller (documentaire)
- 2002 : The Secret
- 2003 : Loving You
- 2003 : The Young Visiters
- 2005 : Bloodlines (sous le nom de Nick Hooper)
- 2005 : Rencontre au sommet
- 2005 : Jours tranquilles à Corfou (sous le nom de Nick Hooper)
- 2005 : The Cost of Living (sous le nom de Nick Hooper)
- 2006 : The Chatterley Affair
- 2006 : The Best Man (sous le nom de Nick Hooper)
- 2008 : Einstein et Eddington
- 2009 : Enid
- 2009 : Yes, Virginia
- 2010 : Mo

#### Série télévisée
- 2013 : The Escape Artist :
  - (Part 1)
  - (Part 2)
- 2013 : North America (documentaire) (7 episodes)
- 2012 : Birdsong (2 episodes) 
  - (Episode #1.2)
  - (Episode #1.1)
- 2010 : DCI Banks :
  - (Aftermath: Part 2)
  - (Aftermath: Part 1)
- 2009 : 10 Minute Tales (saison 1, épisode 10 : Perfect Day)
- 2006 : Suspect numéro 1 (saison 7)
- 2004 : Universum (documentaire, épisode : Kuba - Juwel der Karibik)
- 2004 : Birdsong (4 episodes) 
  - (saison 2, épisode 1 : Hit and Run)
  - (saison 2, épisode 2 : Up in Smoke)
  - (saison 2, épisode 3 : Fragile Relations)
  - (saison 2, épisode 4 : Lonely)
- 2004 : Messiah 3 : Révélation
- 2003 : Jeux de pouvoir (mini-série : saison 1, épisodes 2 à 6)
- 2003 : The Future Is Wild (documentaire) (7 episodes)
- 2001 : The Way We Live Now (mini-série : saison 1, épisods 1 à 4)
- 1996 - 2005 : Nature (documentaire) (6 episodes)